# Paavo Nikula
Paavo Antti Juhani Nikula, född 15 augusti 1942 i Helsingfors, död 28 december 2024, var en finländsk politiker och ämbetsman.
Nikula blev juris licentiat 1971. Han var 1973–1984 lagstiftningsråd vid Justitieministeriet och 1985–1998 hovrättsråd först i Kouvola hovrätt samt därefter i Helsingfors. Han tjänstgjorde 1987–1991 som Finlands första jämställdhetsombudsman och utnämndes 1998 till justitiekansler. Nikula var justitieminister 1978–1979 och 1980–1982 vice ordförande i liberala folkpartiet; övergick senare till de gröna, som han representerade i Riksdagen 1991–1998. År 2000 utnämndes han till hedersdoktor vid Helsingfors universitet.

## Utmärkelser
- Kommendörstecknet av Finlands Lejons orden,  6 december 1980[5]
- Kommendör av Nordstjärneorden,  1981[6]
- Storkorset av Finlands Lejons orden,  6 december 2001[7]
- Militärens förtjänstmedalj,  4 juni 2002[8]

[Redigera Wikidata]